# Cuatro (instrumento musical)

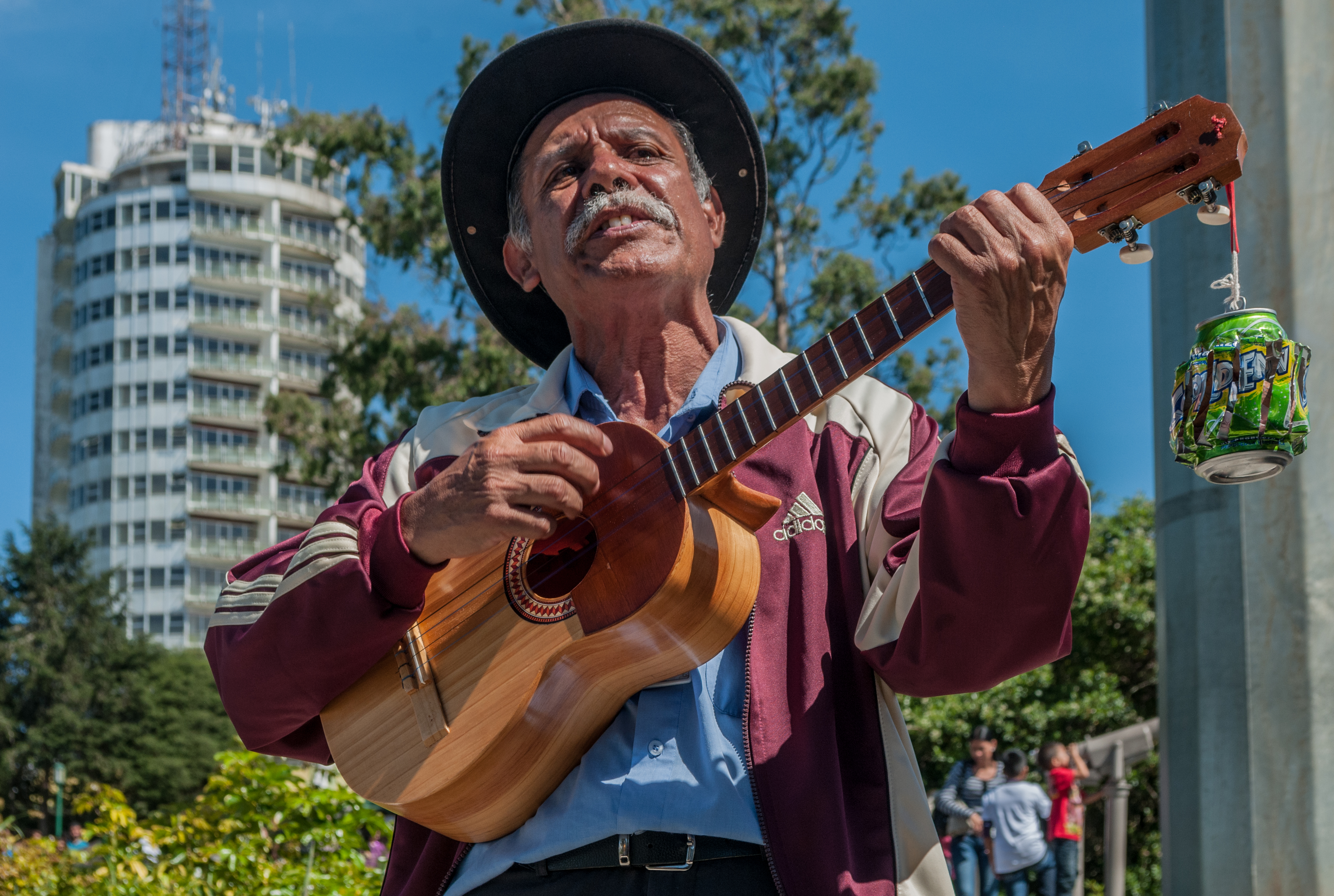
Hombre cantando con el cuatro por dinero en las cercanías del Hotel Humboldt, Caracas, Venezuela

El cuatro es un instrumento de cuatro cuerdas de origen colonial español de la familia de las guitarras que se utiliza en ritmos folclóricos de Venezuela y Colombia como el joropo. En Venezuela también está presente en la gaita zuliana y el calipso de El Callao. Se diferencia del cuatro puertorriqueño porque este último posee cinco cuerdas dobles.
El cuatro fue introducido en varios países del Caribe y América Latina por los europeos, especialmente durante el período colonial, y que su uso no se limita a Venezuela y Puerto Rico. Lo que sucede es que el cuatro, como instrumento, tiene raíces europeas, particularmente en los laúdes y guitarras barrocas españolas que llegaron a las Américas con los colonizadores. A lo largo del tiempo, estos instrumentos europeos fueron modificados y adaptados en diferentes regiones, dando lugar a versiones locales como el cuatro venezolano, el cuatro puertorriqueño, y variantes en otros países.
El caso del merengue en República Dominicana es un buen ejemplo de esta influencia europea en la música caribeña. En sus inicios, el merengue se tocaba con una serie de instrumentos de cuerda, y efectivamente, el cuatro o instrumentos similares formaban parte de ese conjunto, antes de que el acordeón se convirtiera en el instrumento predominante. Esto muestra que el cuatro, o variantes de él, ya estaban presentes en la región mucho antes de consolidarse como "instrumentos nacionales" en lugares como Venezuela o Puerto Rico.
Así que, más que un único origen, el cuatro es parte de una tradición compartida de instrumentos de cuerda introducidos por los europeos, que luego tomaron formas y usos específicos en diferentes regiones del Caribe y América Latina. En resumen, aunque el cuatro está fuertemente asociado con países como Venezuela y Puerto Rico hoy en día, también tuvo un papel importante en la música de otros lugares, como República Dominicana, desde tiempos coloniales.

## Estructura del cuatro
- Cabezón o clavijero: Se encuentra en el extremo del mango y lleva las clavijas encargadas de dar tensión a las cuerdas.
- Diapasón: Es como se conoce a la superficie del mango donde se encuentran los trastes, y donde el ejecutante pisa las cuerdas a fin de producir unos u otros acordes.
- Caja armónica: Cuerpo hueco de madera que forma parte principal de los instrumentos de cuerda. Lo forman un fondo, unos costados o laterales, y una tapa.
- Clavija: Pieza pequeña de madera o metal que se utiliza para tensar las cuerdas de un instrumento musical.
- Cejuela: Pieza de madera o hueso en la que las cuerdas se apoyan recién salen de las clavijas. Sirve para dar a las cuerdas la longitud vibrante adecuada.
- Traste: Es como se le llama a las subdivisiones del diapasón que quedan entre barra y barra. Curiosamente, la palabra traste en origen designa solo a las barras, sin tener en cuenta el espacio intermedio (ver traste)
- Barras:(originalmente trastes) son las divisiones perpendiculares a las cuerdas que se encuentran en el diapasón del cuatro, generalmente son de metal y separan a los trastes. Son piezas metálicas que se fabrican con una aleación de cromo, níquel y acero, o bien de madera o tripa. Van encajadas o colocadas en el diapasón, transversalmente al mango. Su función es la de que, al pisar las cuerdas con la mano izquierda, estas se apoyen en las barras y vibren desde un punto bien definido y que suene claro. Si no hubiera barras, sucedería que el intérprete tendría que estar calculando la posición exacta de cada dedo sobre cada cuerda para que el acorde sonase afinado, además de que los dedos, al ser blandos, apagan el sonido y le quitan brillo.
- Tapa: Pieza que cierra por la parte superior al cuatro.
- Boca: es la abertura u orificio del cuatro para reflejar o aumentar el sonido.
- Cuerdas: Hilo hecho de nailon que, por vibración, produce los sonidos en ciertos instrumentos músicos.
- Puente: tablilla que mantiene levantadas las cuerdas del cuatro y de otros instrumentos de cuerda[1]

## Cuatro puertorriqueño

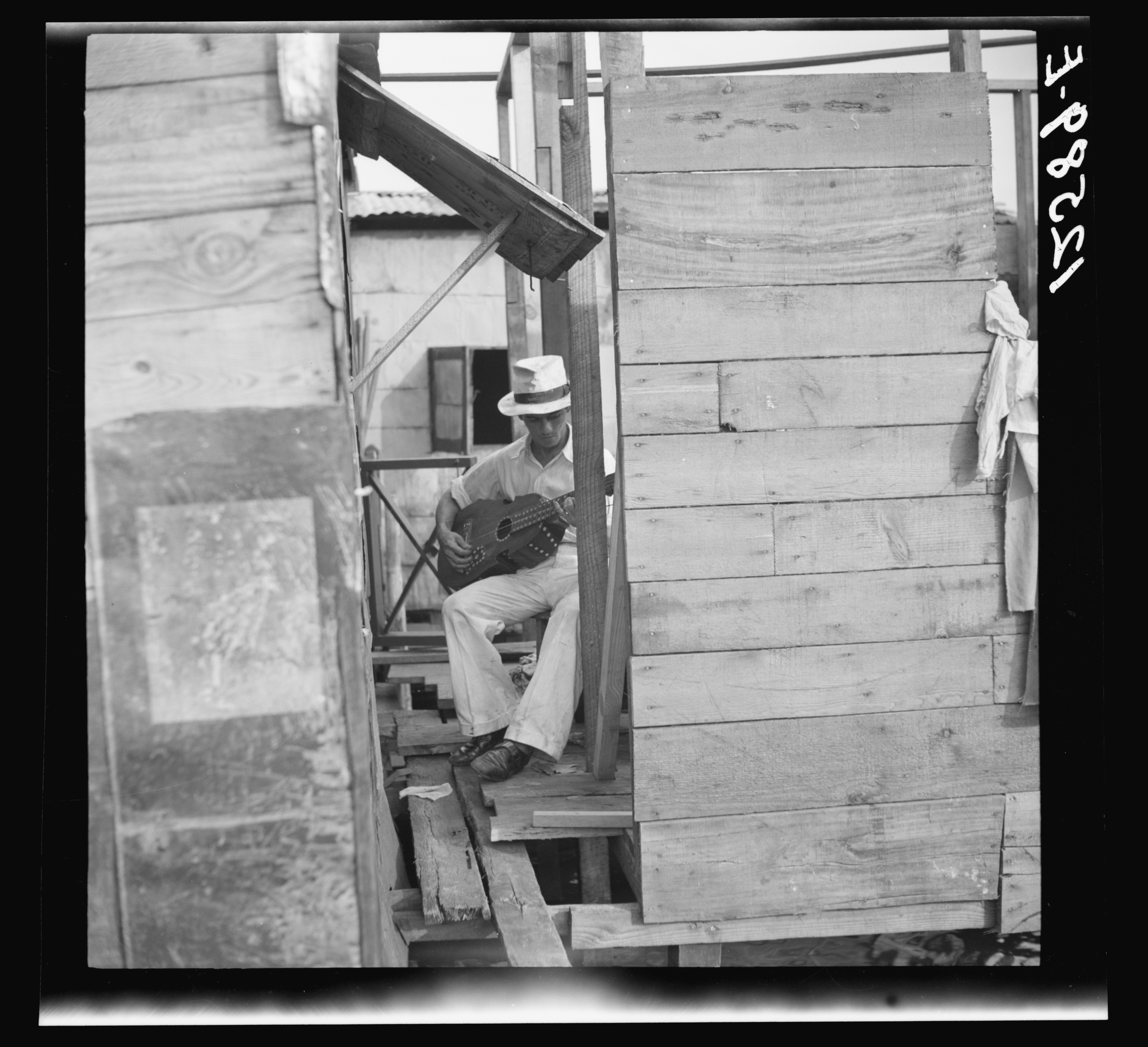
El Cuatro Puertorriqueño, en el Sector de los Trabajadores de Puerto de Tierra, San Juan, Puerto Rico

El cuatro de Puerto Rico, aunque pueda parecer contradictorio, consta de cinco órdenes, es decir cinco cuerdas dobles. El instrumento conserva su nombre debido a que, en sus orígenes, tenía cuatro órdenes de cuerdas dobles. El cuatro puertorriqueño guarda cierto parentesco con la vihuela española. Su afinación coincide con la del bajo de cinco cuerdas (si-mi-la-re-sol).
Este instrumento ha tenido a lo largo de su historia destacados intérpretes como Ladislao Martínez Otero (conocido como El Maestro Ladí), Edwin Colón Zayas, Yomo Toro, Ernie Miranda, Pedro Guzmán y los maestros virtuosos Maso Rivera y Nieves Quintero.

## Cuatro Venezolano

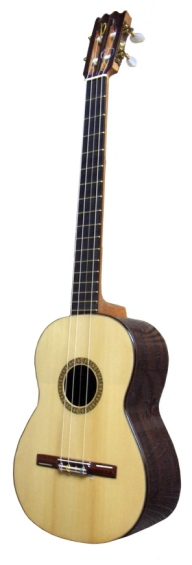
Cuatro venezolano.

El cuatro venezolano, también conocido como cuatro llanero o cuatro tradicional, se usa en la ejecución de ritmos venezolanos entre los que más se destacan: la orquídea, el joropo, el merengue venezolano, la gaita de furro, la parranda central, el vals, el calipso de El Callao, sangueo y el aguinaldo. El cuatro es parte inseparable de los conjuntos típicos de música llanera, junto al arpa llanera (o bandola, según el caso) y las maracas. También se utilizaba como acompañamiento de canciones de ordeño que fue lo que dio origen a la tonada venezolana. Suele tener una función de acompañamiento, aunque también puede ocupar un puesto de solista, como instrumento de concierto, en algunos casos (por lo general, fuera del ámbito de la ya mencionada música llanera).
Normalmente se toca rasgueando las cuerdas con la mano derecha y haciendo los acordes con la mano izquierda. La afinación estándar no permite muchas salidas de este esquema, por lo que a veces es necesario cambiar la afinación para llegar a nuevas posibilidades melódicas, como en el caso del cuatro solista. Por lo general, la afinación estándar del cuatro acompañante es: A - D - F# - B (La, Re, Fa Sostenido, Si); en la cultura popular venezolana, se apropió el término "cambur pintón".
Algunos intérpretes destacados por su virtuosismo y desarrollo en el instrumento son Jacinto Pérez (El Rey del Cuatro), César del Ávila, que llegó a dar conciertos en Rusia y otros países de Europa, también famoso por su habilidad de tocar las maracas que amarraba a sus pies. Es el creador de El Pavo Real (popularizado por José Luis Rodríguez en los años 70). Le siguen Fredy Reyna, Enio Escauriza, Sir Augusto Ramírez, Hernán Gamboa, Cheo Hurtado, Proto López, Miguel Siso, Carlos Capacho, Nelsón González y Jorge Glem. También encontramos cantantes que han hecho del y para el cuatro un punto de referencia -y parte casi inseparable en ocasiones- en sus carreras artísticas, entre ellos podemos citar a Simón Díaz, Alí Primera, Gualberto Ibarreto, Cecilia Todd y más recientemente "El Pollo" Brito. Sin dejar por fuera algunas agrupaciones emblemáticas como Los Anauco, Serenata Guayanesa, el Quinteto Contrapunto, Ensamble Gurrufío, El Cuarteto y recientemente C4 Trío y el Grupo la Zaranda.
En el año 2013 el cuatro fue declarado Patrimonio Cultural de Venezuela al ser considerado “como elemento de integración de las expresiones, manifestaciones culturales y musicales que identifican a la República Bolivariana de Venezuela y que representan nuestra identidad cultural por su amplia difusión y aceptación en la colectividad”.